# Brüdenkompression

Beheizung einer Verdampferkolonne mit Brüdenkompression

Die Brüdenkompression, auch Brüdenverdichtung oder Thermokompression, ist ein Verfahren zur Beheizung und Kühlung einer Destillationskolonne, wie sie in Erdölraffinerien Verwendung finden, oder eines Verdampfers.

## Verfahren
In Destillationskolonnen wird im Sumpf Wärme zugeführt, um einen oder mehrere Stoffe aus einem Stoffgemisch zu verdampfen. Im Kopf wird durch den Brüden Wärme abgeführt. Da der Brüden auf Grund der anderen Zusammensetzung einen niedrigeren Taupunkt hat als der Siedepunkt des Sumpfes, kann die am Kolonnenkopf abgezogene Wärme nicht direkt zur Beheizung des Sumpfes dienen. Bei der Brüdenkompression wird der Brüden ohne Wärmezufuhr verdichtet. Hierdurch steigt die Temperatur über den Siedepunkt im Sumpf an, so dass der Brüden zur Beheizung des Sumpfes verwendet werden kann.
Die Brüdenkompression wird nur verwendet, wenn kein günstiger Prozessdampf für die Beheizung des Kolonnen-Sumpfes zur Verfügung steht. Es kann entweder die mechanische Brüdenkompression oder die thermische Brüdenkompression angewendet werden. Bei der mechanischen Brüdenkompression wird der Brüden mit Hilfe eines Kompressors verdichtet, der ein zusätzliches Anlageteil darstellt, das mit elektrischer Energie betrieben werden muss. Bei der thermischen Brüdenkompression wird der Brüden mit Hilfe von Dampf und einem Strahlverdichter auf die höhere Temperatur gebracht, bevor er wieder der Destillationskolonne zugeführt wird.

## Anwendung
- Molkerei: Eindampfen von Milch und Molke für Milchpulverherstellung
- Zuckerherstellung: Das Verfahren wird in der mehrstufigen Verdampferstation angewendet. Dabei wird der Brüden der letzten Verdampferstufe mit Hilfe von höherwertigem Treibdampf aus einer Zwischenentnahme der Fabrik-Dampfturbine thermisch komprimiert und der ersten Verdampferstufe zugeführt.
- Salzgewinnung: Die mechanische Brüdenkompression kann dazu eingesetzt werden, die Sole zu verdampfen.
- Kläranlage: Eindampfen von Klärschlamm
- Chemische Industrie: Verdampfen von wässerigen Prozesslösungen

## Geschichte

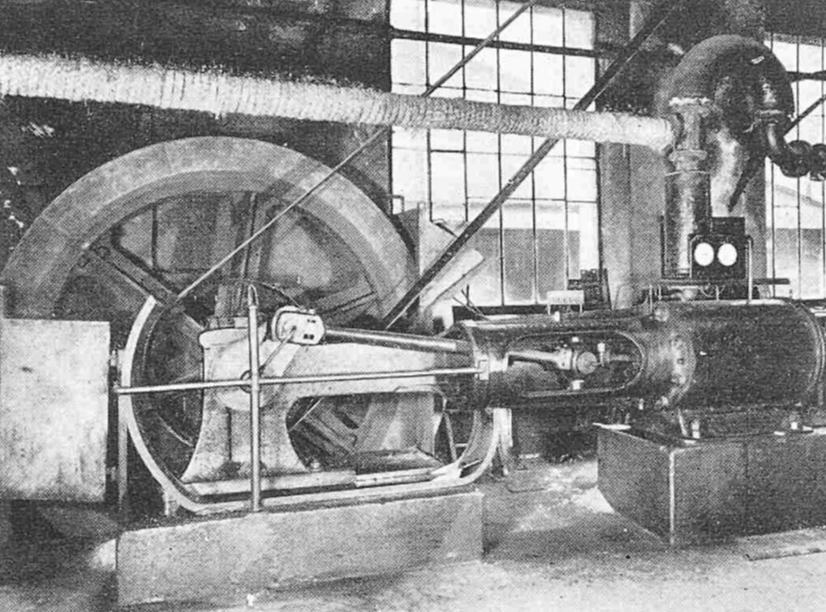
Kompressor der 1878 in der Saline Bex installierten Anlage

Ein erstes Patent für eine Anlage mit Beheizung durch Brüdenkompression wurde von Peter von Rittinger 1853 in Österreich angemeldet. Das Patent wurde auf eine Anlage zur Salzgewinnung ausgestellt, die einen Kolbenkompressor zur Verdichtung des Brüden verwendete. Der Antrieb des Kompressors sollte durch ein Wasserrad erfolgen. 1856 wurde eine Versuchsanlage nach dem Patent von Rittinger in der Saline Ebensee aufgebaut, sie funktionierte aber nur mit reinem Wasser und versagte im Betrieb mit Sole, weil sich ein Belag (Fouling) auf dem Wärmetauscher bildete. Die Versuche wurden deshalb 1858 eingestellt, ohne dass die Anlage kommerziell genutzt werden konnte.
Der Schweizer Paul Piccard baute 1876 eine Salzgewinnungsanlage mit Brüdenkompression und einem Wärmetauscher, der mit einem mechanischen Schälwerkzeug zur Beseitigung von Fouling ausgerüstet war. Eine solche Anlage wurde erfolgreich 1878 in der Saline Bex dem kommerziellen Betrieb übergeben und gilt als erste wirklich funktionierende Anlage mit Brüdenkompression. Der Kompressor ähnelte einer Dampfmaschine, die von einem Wasserrad angetrieben wurde. Die Piccard-Apparat oder Weibel-Piccard-Verdampfer genannte Anlage konnte 175 kg Kochsalz pro Stunde kristallisieren.
Piccard konnte weitere Anlagen verkaufen, die von einer Vorgängerfirma der Ateliers Piccard-Pictet & Cie. hergestellt wurden. So wurde 1881 eine in der Saline Ebensee, 1885 eine in Maixe bei Nancy und später vier Anlagen in Salies-du-Salat in Frankreich, sowie eine in Bad Salzelmen in Deutschland installiert. Weitere Anlagen wurden für die Kondens- und Pulvermilchherstellung gebaut und in der Schweiz und in Frankreich installiert. 1882 wurde die erste Anlage zur Eindampfung von Zuckermelasse in die Rübenzuckerfabrik  in Pohrlitz, Tschechien geliefert, wo sie 1885 in Betrieb genommen wurde.